# Widownia (Okiennik Wielki)

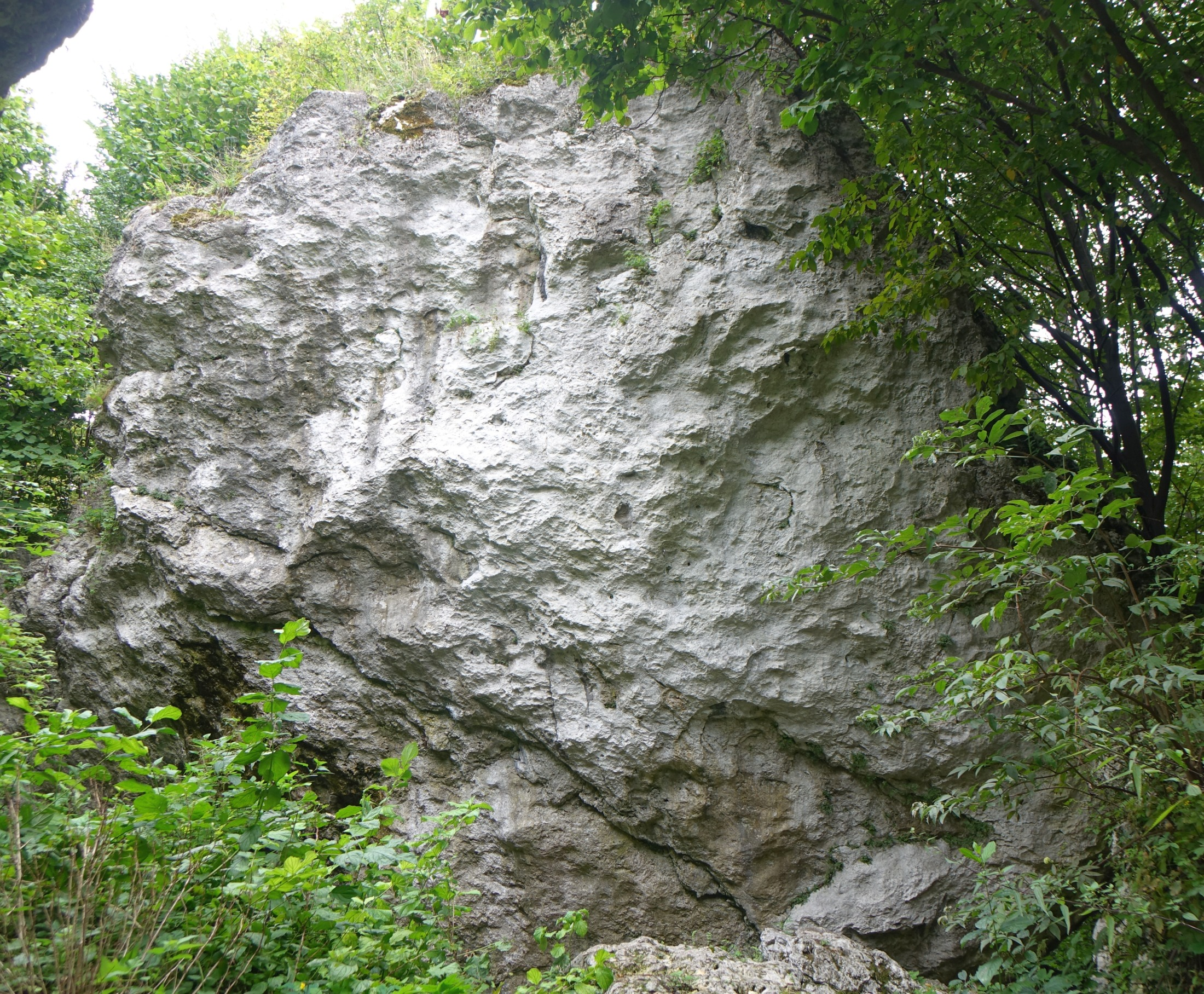

Widownia – skała w grupie skał Okiennika Wielkiego, zwanego też Okiennikiem Dużym lub Okiennikiem Skarżyckim. Znajduje się w granicach wsi Piaseczno w województwie śląskim, w powiecie zawierciańskim, w gminie Włodowice na Wyżynie Częstochowskiej.
Widownia to niewielka i całkowicie odrębna skała po północnej stronie masywu Okiennika, pomiędzy Igłą nad Przechodem a Turnią Brata Ziemowita. Ma wysokość około 10 m i pionową ścianę wschodnią. Na ścianie tej uprawiana jest wspinaczka skalna. Jest jedna tylko, ale trudna droga wspinaczkowa Plecy Widowni (VI.3 w skali polskiej). Ma zamontowane stałe punkty asekuracyjne: dwa ringi i stanowisko zjazdowe. Wśród wspinaczy skalnych skała ma średnią popularność.